# Lol·li Bas
Lol·li Bas (en llatí Lollius Bassus, en grec Λόλλιος Βάσσος) va ser un poeta grec. Era l'autor de deu epigrames inclosos a l'Antologia grega. En un dels epigrames se l'identifica com a nadiu de la ciutat d'Esmirna a la Jònica. Vivia al temps de la mort de Germànic Cèsar, és a dir l'any 19.